# Bashtanka (huyện)
Huyện Bashtanka (tiếng Ukraina: Баштанський район, chuyển tự: Bashtankas’kyi raion) là một huyện của tỉnh Mykolaiv thuộc Ukraina. Huyện Bashtanka có diện tích 1706 km², dân số theo điều tra dân số ngày 5 tháng 12 năm 2001 là 41434 người với mật độ 24 người/km2. Trung tâm huyện nằm ở Bashtanka.